# 128585 Alfredmaria
128585 Alfredmaria è un asteroide della fascia principale. Scoperto nel 2004, presenta un'orbita caratterizzata da un semiasse maggiore pari a 2,3865076 UA e da un'eccentricità di 0,0817618, inclinata di 3,48303° rispetto all'eclittica.